# Троицкое сельское муниципальное образование
Троицкое сельское муниципальное образование — муниципальное образование в Целинном районе Калмыкии. Административный центр СМО и единственный населённый пункт, входящий в его состав, — село Троицкое.

## География
СМО расположено в пределах Ергенинской возвышенности, в центральной части Целинного района. 
Граничит: 
- на западе - с Хар-Булукским и Верхнеяшкульским СМО
- на севере - с Найнтахинским и Целинным СМО
- на востоке - с Ики-Чоносовским СМО
- на юго-востоке - с Вознесеновским СМО
- на юге - с городским округом Элиста

Общая площадь земель в границах СМО - 54569 га, в том числе: земли сельхозназначения - 50000 га (пашня- 14495 га, пастбища - 35160 га, сенокосы - 315 га, многолетние насаждения - 30га)
Границы СМО установлены Законом Республики Калмыкия от 25 декабря 2002 года № 270-II-З "Об установлении границ территории Троицкого сельского муниципального образования Республики Калмыкия"

## Население
| 2002    | 2010    | 2011    | 2012    | 2013    | 2014    | 2015    |
| ------- | ------- | ------- | ------- | ------- | ------- | ------- |
| 10 284  | ↗11 943 | ↗11 954 | ↗12 192 | ↗12 309 | ↗12 415 | ↗12 460 |
| 2016    | 2017    | 2018    | 2019    | 2020    | 2021    |         |
| ↘12 431 | ↗12 542 | ↘12 440 | ↗12 605 | ↗12 785 | ↗12 964 |         |

### Национальный состав
По данным Всероссийской переписи населения 2010 года:
| Национальность | Численность (чел.) | Процентное соотношение |
| -------------- | ------------------ | ---------------------- |
| Калмыки        | 7 618              | 63,78%                 |
| Русские        | 3 740              | 31,32%                 |
| Даргинцы       | 72                 | 0,60%                  |
| Украинцы       | 63                 | 0,53%                  |
| Казахи         | 49                 | 0,41%                  |
| Татары         | 39                 | 0,33%                  |
| Чеченцы        | 39                 | 0,33%                  |
| Армяне         | 34                 | 0,28%                  |
| Другие         | 216                | 1,80%                  |
| Не указана     | 73                 | 0,61%                  |
| Всего          | 11 943             | 100,00%                |